# Newport Centre

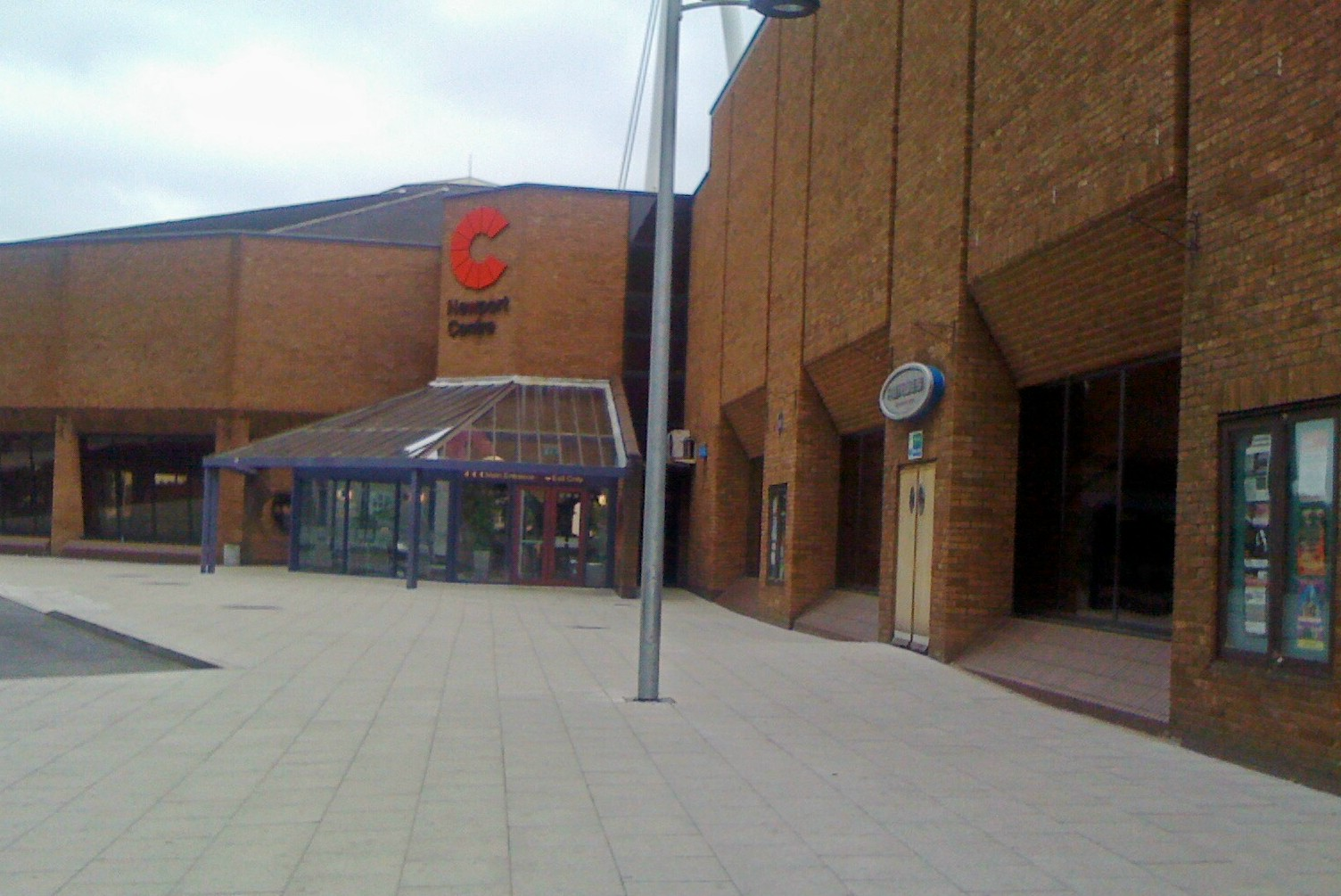
Newport Centre

The Newport Centre – kompleks handlowo-rozrywkowy położony w centrum miasta Newport w Wielkiej Brytanii (południowa Walia).
Regularnie odbywają się tutaj wystawy sztuki oraz konferencje naukowe.
Na terenie kompleksu znajdują się ponadto boiska do gry w siatkówkę, koszykówkę, tenisa, squasha i badmintona. W hali głównej Newport Centre rozgrywany jest turniej snookerowy Welsh Open.